# Szembruczek
Szembruczek – wieś i sołectwo w Polsce, położone w gminie Rogóźno w powiecie grudziądzkim, w województwie kujawsko-pomorskim; 2,8 km na południowy zachód od innej wsi o podobnej nazwie – Szembruk, która leży nad rzeką Gardęgą.
Na terenie wsi znajdują się 4 przystanki autobusowe: Szembruczek, Szembruczek II, Szembruczek III oraz Szembruczek IV na których zatrzymuje się linia autobusowa nr 7.

## Podział administracyjny

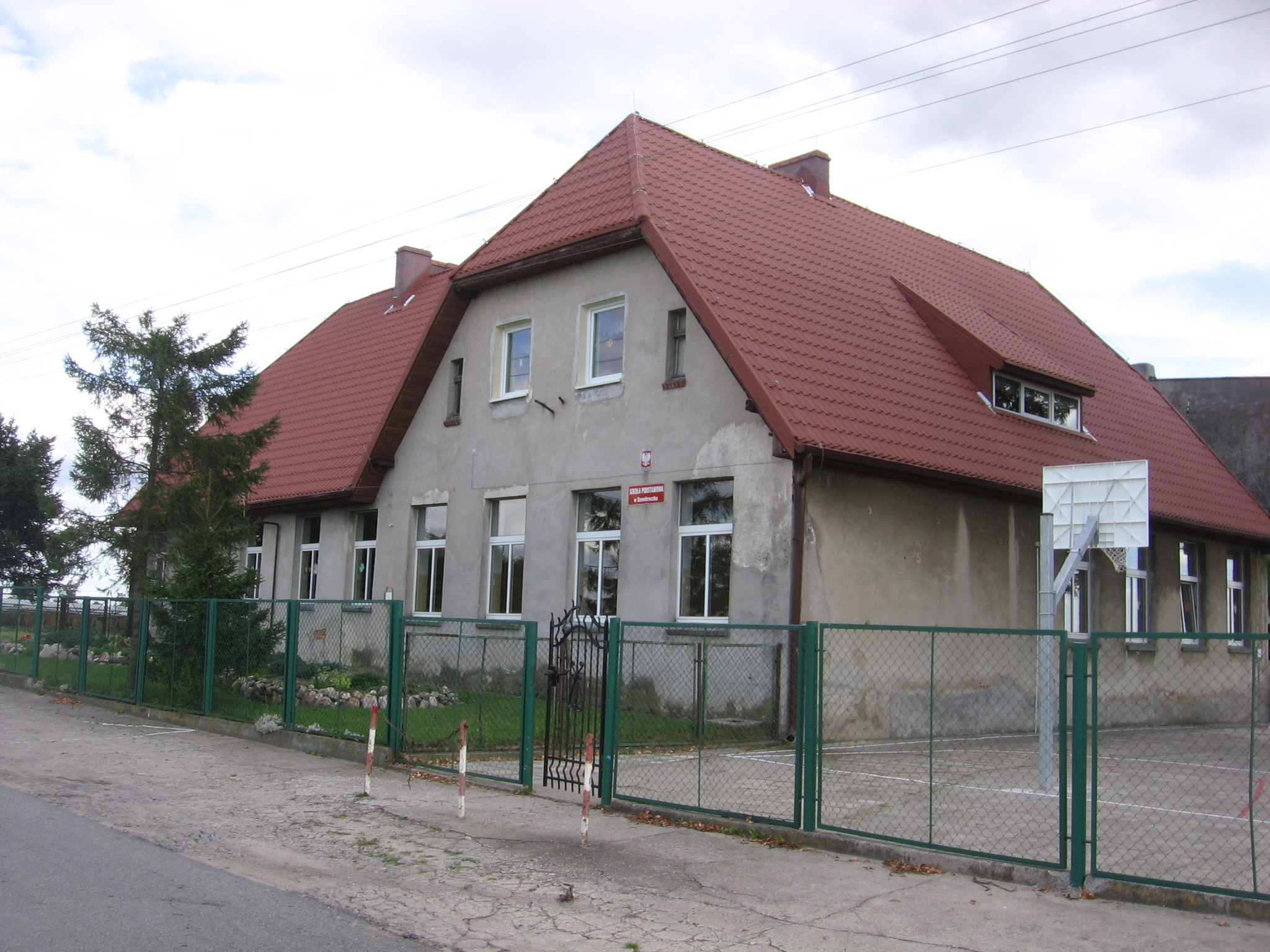
Szkoła podstawowa w Szembruczku

W latach 1975–1998 miejscowość położona była w województwie toruńskim.

## Demografia
Według Narodowego Spisu Powszechnego (III 2011 r.) wieś liczyła 217 mieszkańców. Jest dziewiątą co do wielkości miejscowością gminy Rogóźno.

## Nazwa
Nazwa pochodzi z niem. Schöne Brücke („ładny most”). Szembruczek przed 1918 r. nazywał się Klein Schönbrück, po odzyskaniu niepodległości przez Polskę i włączeniu w jej granice otrzymał obecną nazwę.

## Obiekty sakralne
Szembruczek należy do parafii Szembruk pod wezwaniem św. Bartłomieja (drewniana świątynia z 1715) podległej dekanatowi Łasin diecezji toruńskiej.
We wsi znajduje się szkoła podstawowa z klasami 0-8. W latach 1989–2010 znajdowała się odlewnia żeliwa produkująca odlewy armatury wodnej oraz rolniczej, w najlepszym swoim okresie zatrudniająca ok. 50 osób.

## Znane osoby
W Szembruczku urodził się historyk, profesor zwyczajny Uniwersytetu Wrocławskiego Henryk Zieliński (1920-1981).